# Riverview Carousel

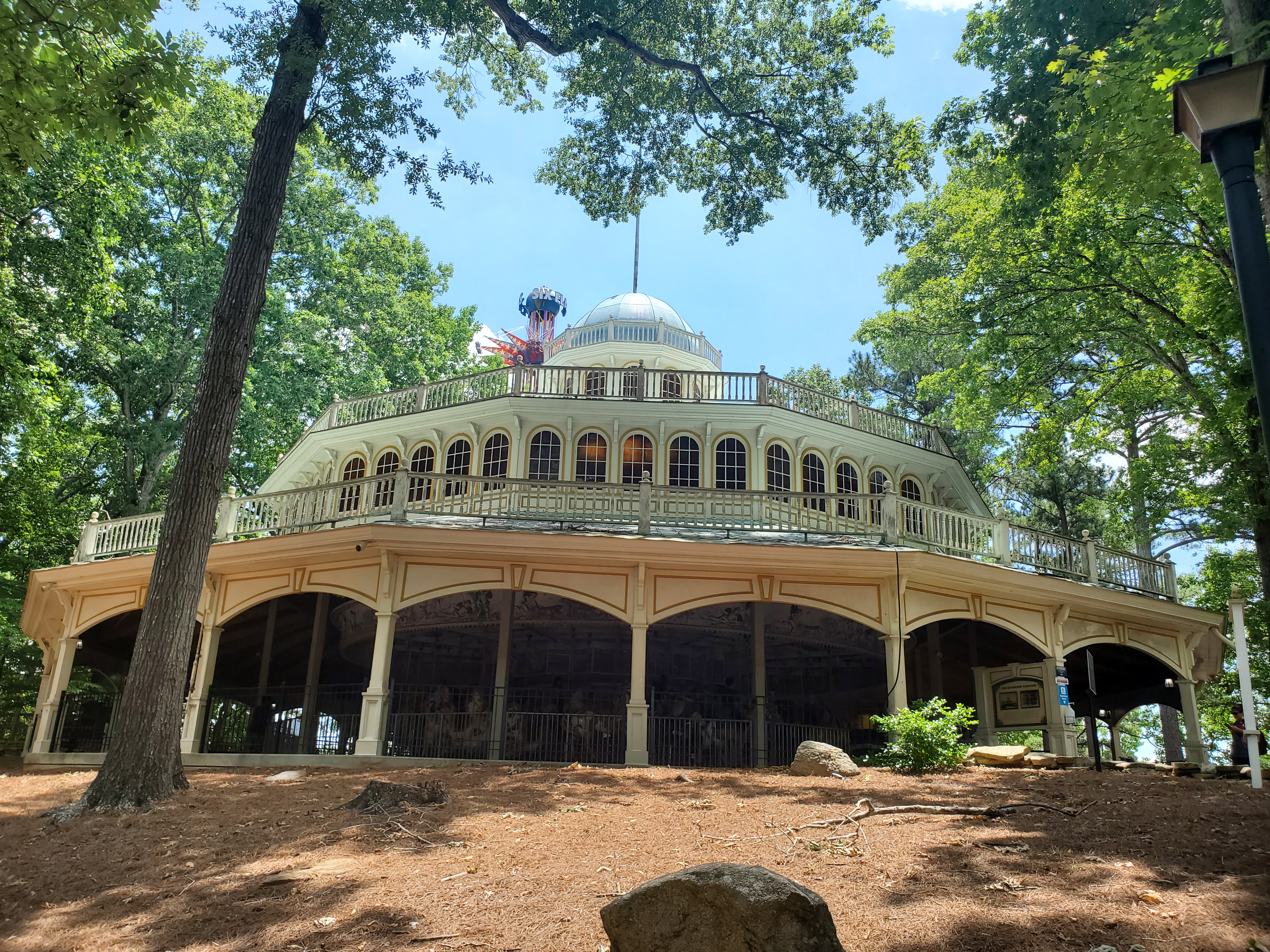
Das Karusellgebäude

Das Riverview Carousel ist ein denkmalgeschütztes Karussell von 1908 im Vergnügungspark Six Flags Over Georgia bei Atlanta.

## Geschichte und Technik

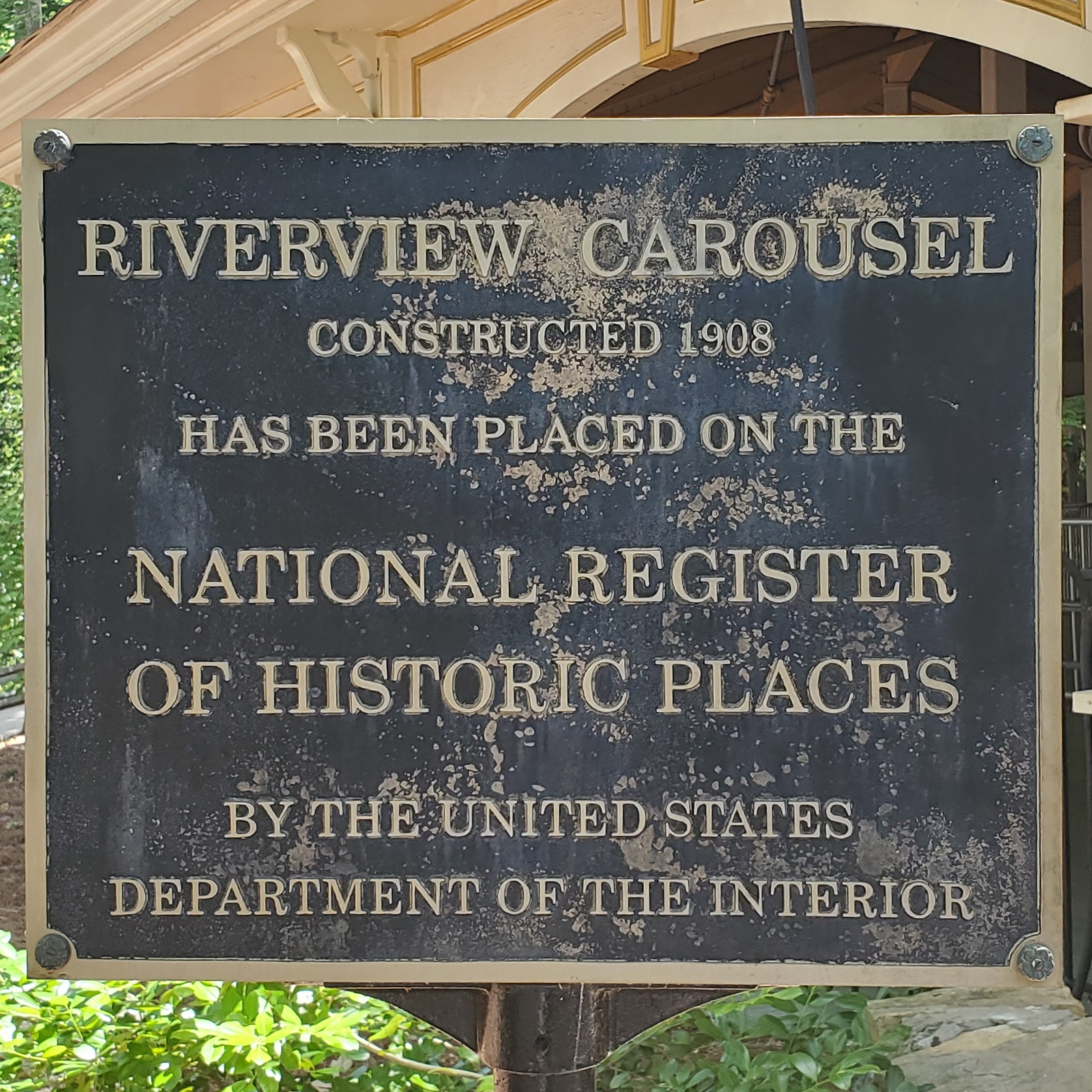
Plakette des National Register of Historic Places

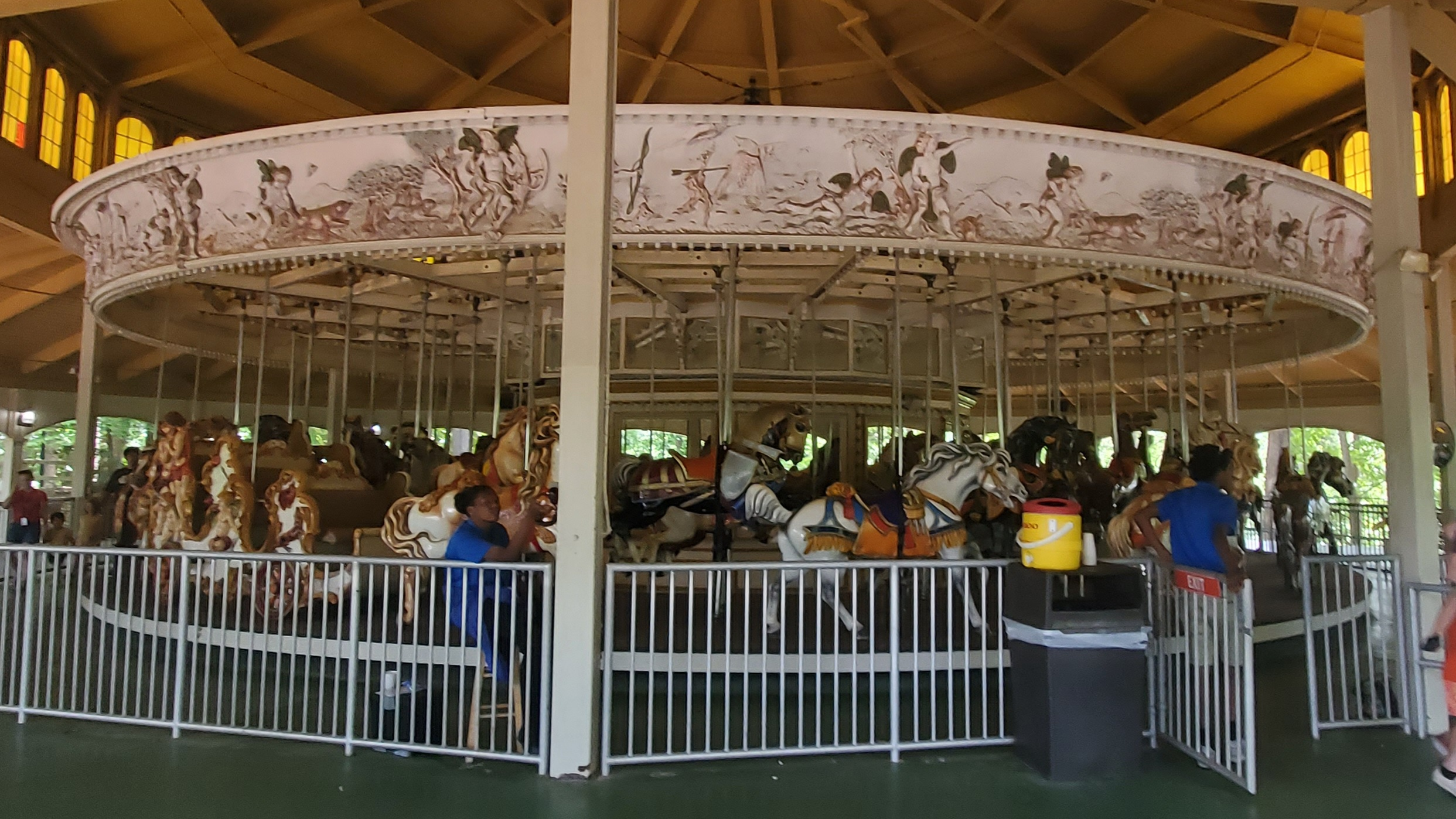
Innenansicht

Es handelt sich um ein klassisches Pferdekarussell mit 56 Springpferden, 14 fest stehenden Pferden und vier Wagen in fünf Reihen. Die Pferde, die Wagen und das Karussellgebäude sind aus Holz. Das Riverview Carousel ist im National Register of Historic Places gelistet. Die Philadelphia Toboggan Company (PTC) fertigte es 1908 für den Riverview Park in Chicago. Die Architekten sind Leo Zoller, Gustav Weiss und andere, die Modellnummer lautet PTC #17. Nach der Schließung des Riverview Parks 1967 wurde das Karussell 1972 in Six Flags over Georgia wieder in Betrieb genommen und ist seit 1973 Teil der „Cotton States Exposition“.

## Filmschauplatz
Das Karussell ist im Bud-Spencer-Film Der Große mit seinem außerirdischen Kleinen zu sehen. Der von Cary Guffey gespielte Außerirdische fährt damit im nächtlich verlassenen Vergnügungspark.